# Rachidion obesum
Rachidion obesum là một loài bọ cánh cứng trong họ Cerambycidae.